# La Ratera
La Ratera (en catalán y oficialmente, Ratera) es un pueblo español perteneciente al municipio de Plans d'El Sió, en la provincia de Lérida. Está situado a la derecha del río Sió entre los términos de Concabella y sisteró
El pueblo es de una estructura que se repite en otros pueblos del municipio como a Pelagalls, Pallargas y Canós. Con el portal a la entrada se conseguía que el pueblo quedara resguardado de manera que sólo la iglesia quedaba fuera del cierre. A la entrada del pueblo, todavía se puede ver en la portada, los goznes de las puertas que cerraban el pueblo. Dentro hay una plaza empedrada con un pozo y muchas plantas y flores.
El los aledaños del pueblo se encuentra el Castillo de Ratera.